# Кайзер, Якоб
Якоб Кайзер (нем. Jakob Kaiser; 8 февраля 1888, Хаммельбург, Бавария, Германская империя — 7 мая 1961, Берлин, ФРГ) — немецкий государственный деятель, член Христианско-демократического союза, министр внутригерманских отношений (1949—1957).

## Биография
В период Веймарской республики был членом партии Центра и активно участвовал в христианском профсоюзном движении. С 1924 года руководил христианскими профсоюзами Рейнланда и Вестфалии. На всеобщих выборах в марте 1933 года был избран в рейхстаг. В 1933 году вошёл в руководство Объединенных профсоюзов, которые образовали единый союз для борьбы с национал-социалистами. В 1934 году присоединился к движению Сопротивления и работал в тесном сотрудничестве с Вильгельмом Лёйшнером и Максом Хаберманном. В 1938 году по подозрению в государственной измене несколько месяцев провёл под арестом в гестапо.
После 1941 года он продолжал свою деятельность в Сопротивлении в сотрудничестве с Карлом Фридрихом Гёрделером и другими представителями военной оппозиции. Являлся членом руководства «Кёльнского кружка». Во время серии арестов после заговора 20 июля 1944 года ему удалось скрыться в подвале в потсдамском Бабельсберга. Он был единственным выжившим из участников профсоюзного сопротивления в Берлине. Его жена Тереза и старшая дочь Элизабет были взяты под стражу. Также были задержаны братья и сёстры его жены.
По окончании Второй мировой войны выступил одним из основателей Христианско-демократического союза в советской зоне оккупации. Он безуспешно сопротивлялся растущему разрыву между советской зоной и тремя западными зонами и против превращения восточногерманского ХДС в партию единого блока. В глазах западных союзников он был представителем левых сил в партии — отчасти вследствие того, что возглавлял её в советском секторе Берлина, но также из-за его длительной связи с христианскими профсоюзами.
В декабре 1947 года Кайзер и Эрнст Леммер были смещены с постов председателей восточногерманского ХДС. Тем не менее, даже эмигрировав в Западный Берлин, политик оставался противником западной объединительной политики и позже — канцлера Конрада Аденауэра. Он выступал за внеблоковый статус Германии, которая должна была стать своеобразным мостом между Западом и Востоком. Вместе с Карлом Арнольдом принадлежал к группе бывших христианских профсоюзных лидеров, которые внутри партии боролись за социализацию (национализацию) ключевых отраслей промышленности. Являлся одним из основателей социальной комиссии ХДС, был её председателем в 1949—1958 годах. Во время избирательной кампании на парламентских выборах 1953 года Кайзер был единственным представителем руководства ХДС, открыто выступавшим за формирование «большой коалиции».
В 1948—1949 годах входил в состав городского совета Берлина. На первых всеобщих выборах в 1949 г. был избран в состав бундестага от Эссена.
В 1949—1957 гг. занимал пост федерального министра внутригерманских отношений.
В 1950—1953 и 1956—1957 гг. — постоянный представитель федерального Кабинета в Совете старейшин Бундестага.
В 1950—1958 гг. — заместитель национального председателя ХДС.

## Награды и звания
В 1953 году был награждён Большим крестом ордена За заслуги перед Федеративной Республикой Германия.
По случаю его семидесятилетия в 1958 году он стал почётным гражданином городов Берлина и Хомбурга в Сааре и в том же году после его ухода с поста заместителя председателя Национального председателя ХДС был избран почётным председателем ХДС.

## Память
Через пять дней после смерти Кайзера площадь Зименплатц в берлинском районе Шарлоттенбург-Норд была переименована в Якоб-Кайзер-плац. Также в его честь был назван комплекс зданий в берлинском районе Митте — Дом Якоба Кайзера. В родном городе политика Хаммельбурге его именем были названы средняя школа и мост.
В Мюнхене, Гамбурге, Фульде, Марбурге, Бремерхафене, Билефельде и Бонне появились улицы, носящие его имя. В Эрфурте — транспортное кольцо, в Вуппертале и Гифхорне — шоссе.
Также его именем были названы различные телевизионные премии и награды.